# Gare de Castres
Gare de Castres – stacja kolejowa w Castres, w departamencie Tarn, w regionie Oksytania, we Francji.
Jest stacją Société nationale des chemins de fer français (SNCF), obsługiwaną przez pociągi TER Midi-Pyrénées